# Dorcadion ortunoi
Dorcadion ortunoi är en skalbaggsart som först beskrevs av Hernández 1991.  Dorcadion ortunoi ingår i släktet Dorcadion och familjen långhorningar. Inga underarter finns listade i Catalogue of Life.